# فرودستی (فیلم ۲۰۲۴)
آدم آهنی یا فرودستی (به انگلیسی: Subservience) یک فیلم دلهره‌آور آمریکایی محصول سال ۲۰۲۴ در ژانر علمی-تخیلی به کارگردانی اس.کی. دال بر اساس فیلمنامه‌ای از ویل هانلی و آوریل مگوایر. با بازی مگان فاکس در نقش یک ژینوئید (آدم‌آهنی زن‌نما) و میکله مورونه در نقش صاحب ژینوئید است.
این فیلم در ۱۳ سپتامبر ۲۰۲۴ در قالب‌های دیجیتال در ایالات متحده منتشر شد.

## داستان
فیلم در مورد پدری با بازی مورونه است که یک ربات خدمتکار با بازی فاکس را استخدام می‌کند تا اینکه او به خودآگاهی می‌رسد و به موجودی مرگبار تبدیل می‌گردد.

## تولید
در دسامبر ۲۰۲۲، اعلام شد که مگان فاکس و میکله مورونه به بازیگران این فیلم پیوسته‌اند. قبلاً که فاکس با این کارگردان در فیلم دلهره‌آور تا مرگ ۲۰۲۱ با هم همکاری داشتن. فیلمبرداری اصلی در ۷ ژانویه ۲۰۲۳ در صوفیه، بلغارستان آغاز شد. در ژانویه ۲۰۲۳، اعلام شد که مادلین زیما و اندرو ویپ به بازیگران پیوستند.

## بازخوردها
در وب‌سایت جمع‌آوری نقد راتن تومیتوز از نظرات ۱۴ منتقد با میانگین امتیاز ۵.۲ از ۱۰ مثبت است.